# Alicia Machado

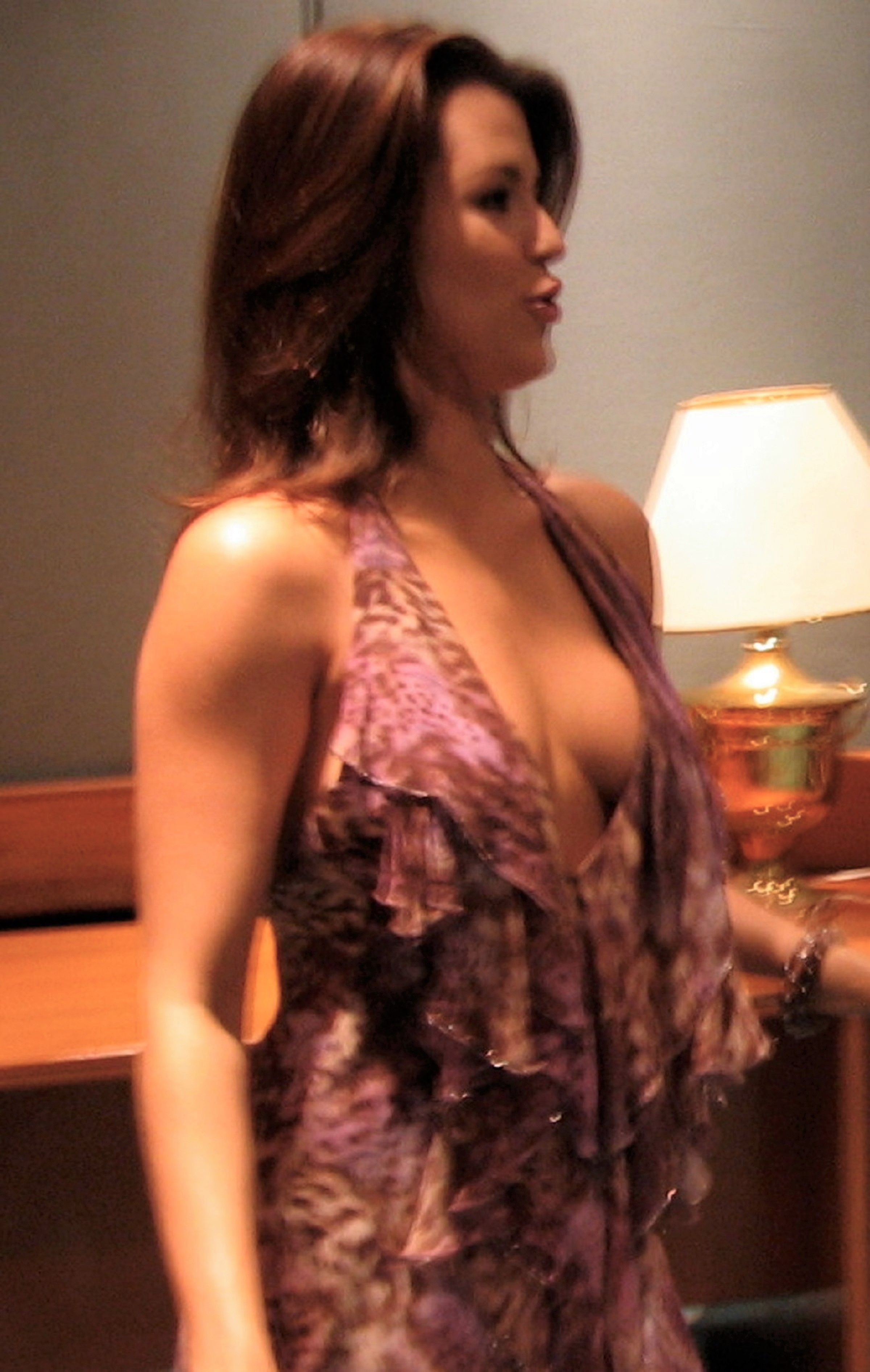
Alicia Machado (2006)

Yoseph Alicia Machado Fajardo (ur. 6 grudnia 1976 w Maracay) – Miss Universe w 1996 roku.
Była czwartą Wenezuelką, która zdobyła tytuł Miss Universe.
Ma hiszpańskie i kubańskie korzenie. Reprezentowała stan Yaracuy na finale Miss Venezuela 1996, gdzie wygrała, wyprzedzając Jacqueline Aguilerę, która została Miss World w 1995. Została wydelegowana na konkurs Miss Universe, w którym wygrała, pokonując reprezentantki Aruby i Finlandii.
W 2006 roku jej zdjęcia ukazały się w meksykańskiej edycji Playboya. We wrześniu 2016 jej osoba była jednym z tematów pierwszej debaty prezydenckiej między Hillary Clinton a Donaldem Trumpem.